# Chuksan-myeon
Chuksan-myeon (koreanska: 축산면) är en socken i den östra delen av Sydkorea, 250 km sydost om huvudstaden Seoul. Den ligger i kommunen Yeongdeok-gun i provinsen Norra Gyeongsang.